# Arthur Rimbaud
Jean-Nicolas Arthur Rimbaud (pronúncia em francês: [aʁtyʁ ʁɛ̃bo] (escutarⓘ); Charleville, 20 de outubro de 1854 – Marselha, 10 de novembro de 1891) foi um poeta francês considerado um dos principais expoentes do decadentismo. Sua obra poética, produzida entre os seus quinze e vinte anos, influenciou significativamente o simbolismo e a poesia moderna. Além disso, sua vida libertina e inquieta, marcada pelo relacionamento amoroso conturbado com o poeta Paul Verlaine e pelo abandonado súbito e repentino da sua carreira literária aos vinte anos, tornou-o, com o passar dos anos, um dos maiores mitos da cultura ocidental.

## Vida
Arthur Rimbaud nasceu no seio da classe média provincial de Charleville (hoje parte de Charleville-Mézières) em Ardenas, departamento no nordeste da França. Ele foi o segundo filho de Vitalie Rimbaud (Cuif, antes de se casar) e o Capitão Frédéric, que lutou na conquista da Argélia e foi premiado com a Légion d'honneur. Logo depois que o casal teve a quinta criança (Frédéric, Arthur, Victorine [que morreu um mês depois do nascimento], Vitalie e Isabelle), o pai deixou a família. Crescendo separadamente de seu pai, pelos escritos de Rimbaud é evidente que nunca se sentiu amado por sua mãe. Quando garoto era impaciente, inquieto, porém um estudante brilhante. Pela idade de quinze anos ganhou muitos prêmios e compôs versos originais e diálogos em Latim. Em 1870 seu professor Georges Izambard se tornou o mentor literário de Rimbaud e seus versos em francês começaram a melhorar rapidamente.
Rimbaud fugia frequentemente de casa e pode ter se unido por pouco tempo à Comuna de Paris de 1871, que foi retratada em seu poema L'orgie parisienne (“A Orgia Parisiense” ou “Paris Repovoada”); pode ter sofrido violências sexuais por soldados bêbados da comuna, e seu poema Le cœur supplicié (“O Coração Torturado”) parece sugerir. Esse fato é pouco provável já que Rimbaud continuou a apoiar os Comunardos escrevendo poemas que simpatizavam com suas reivindicações. Nesta época ele se tornou um anarquista, começou a beber e se divertia chocando a burguesia local com suas vestes rotas e o cabelo longo. Neste mesmo tempo escreveu para Izambard e Paul Demeny sobre seu método para atingir a transcendência poética ou o poder visionário através do “longo, imenso e sensato desregramento de todos os sentidos.” (Les lettres du Voyant [As Cartas do Vidente]).

### A vida com Paul Verlaine (1871-1875)
Ele retornou a Paris em setembro de 1871 por um convite do eminente poeta influenciador do simbolismo Paul Verlaine (depois que Rimbaud lhe mandou uma carta contendo vários exemplos do seu trabalho) e residiu brevemente em sua casa. Este, que era casado, apaixonou-se prontamente pelo adolescente calado, de olhos azuis e cabelo castanho-claro comprido. Enquanto é provável que Verlaine já havia tido um caso homossexual, ainda permanece incerto se o relacionamento com Verlaine foi o primeiro de Rimbaud. Os amantes levaram uma vida ociosa, regada a absinto e haxixe. Escandalizaram o círculo literário parisiense por causa do comportamento ultrajante de Rimbaud, o arquétipo do enfant terrible, que durante este período continuou a escrever notáveis versos visionários.

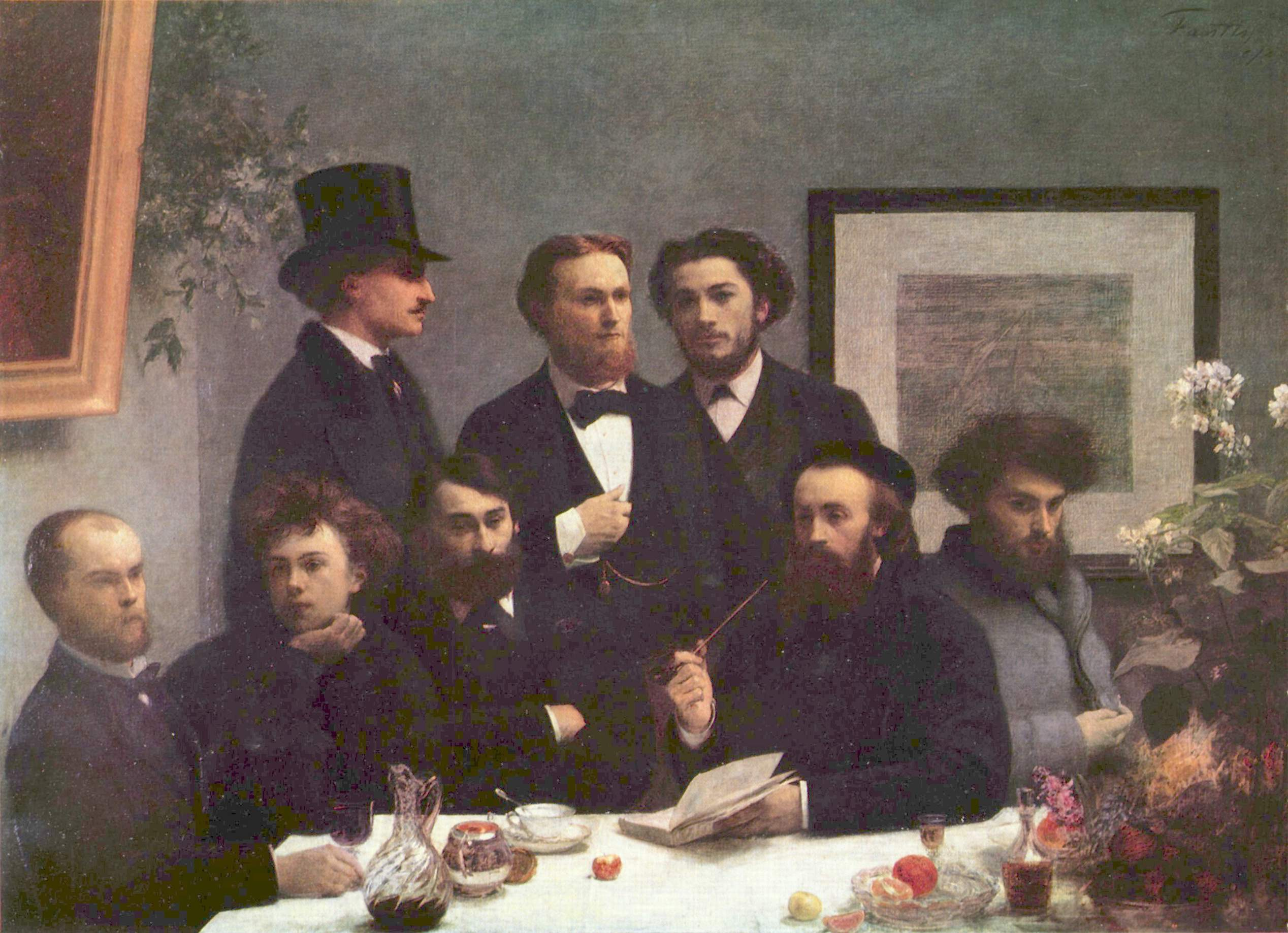
À volta da mesa, por Henri Fantin-Latour, 1872, Rimbaud é o segundo à esquerda, tendo ao seu lado direito Paul Verlaine

O tempestuoso caso amoroso entre ambos levou-os a Londres em setembro de 1872, Verlaine abandonando sua esposa e um filho pequeno (ambos sofriam de abusos durante as iras alcoólicas de Verlaine). Os amantes viveram em uma pobreza considerável, em Bloomsbury e em Camden Town, desprezando uma vida de ensino  e uma pensão da mãe de Verlaine. Rimbaud passou seus dias na sala de leitura do Museu Britânico onde "calor, luz, penas e tinta eram de graça".
Em junho de 1873, Verlaine voltou para Paris, tendo enfrentado dificuldade para suportar a ausência de Rimbaud. Em oito de julho, ele mandou um telegrama ao jovem poeta, lhe dando instruções para ir ao Hotel Liège em Bruxelas; Rimbaud concordou imediatamente. O encontro em Bruxelas foi péssimo; um reclamando do outro e Verlaine bebendo constantemente. Na manhã de dez de julho, Verlaine comprou um revólver e munição; à tarde, numa "fúria de bêbado", disparou dois tiros em Rimbaud, um deles ferindo o poeta de dezoito anos no pulso.
Rimbaud considerou o ferimento superficial e a princípio não acusou Verlaine. Após isto, ele e sua mãe acompanharam Rimbaud a uma estação de trem em Bruxelas, onde Verlaine se comportou como um louco. Isto fez Rimbaud sentir medo do poeta, que então se virou e foi embora. Em suas palavras "então eu [Rimbaud] implorei para um policial o prender [Verlaine]". Ele foi detido por tentativa de homicídio e submetido a um exame médico humilhante. Também foi interrogado sobre sua correspondência íntima com seu amante e sobre as acusações de sua mulher sobre a natureza de sua relação com Rimbaud, que eventualmente retirou suas queixas, porém o juiz condenou Verlaine a dois anos de prisão.
Rimbaud retornou a sua casa em Charleville e completou sua prosa Une saison en enfer (Uma Estação no Inferno), considerada pioneira nas instâncias do simbolismo moderno e escreveu uma descrição sobre sua vida de drôle de ménage (farsa doméstica) com Verlaine, seu frère pitoyable (lamentável irmão) e a vierge folle (virgem louca) por quem ele era um l'époux infernal (noivo infernal). Em 1874 retornou para Londres com o poeta Germain Nouveau e suas arrasantes Illuminações.

### Viagens (1875-1891)
Rimbaud e Verlaine se encontraram pela última vez em março de 1875, em Stuttgart, Alemanha, depois que o último saiu da prisão e se converteu ao catolicismo. Rimbaud acabou por desistir de escrever e decidiu-se por uma vida fixa, de trabalho. Alguns especulam que ele ainda possuía vivo o seu antigo estado selvagem, enquanto outros sugerem que ele buscou ficar rico e independente para algum dia poder viver como um poeta despreocupado; de qualquer forma, continuou a viajar intensivamente pela Europa, principalmente a pé.

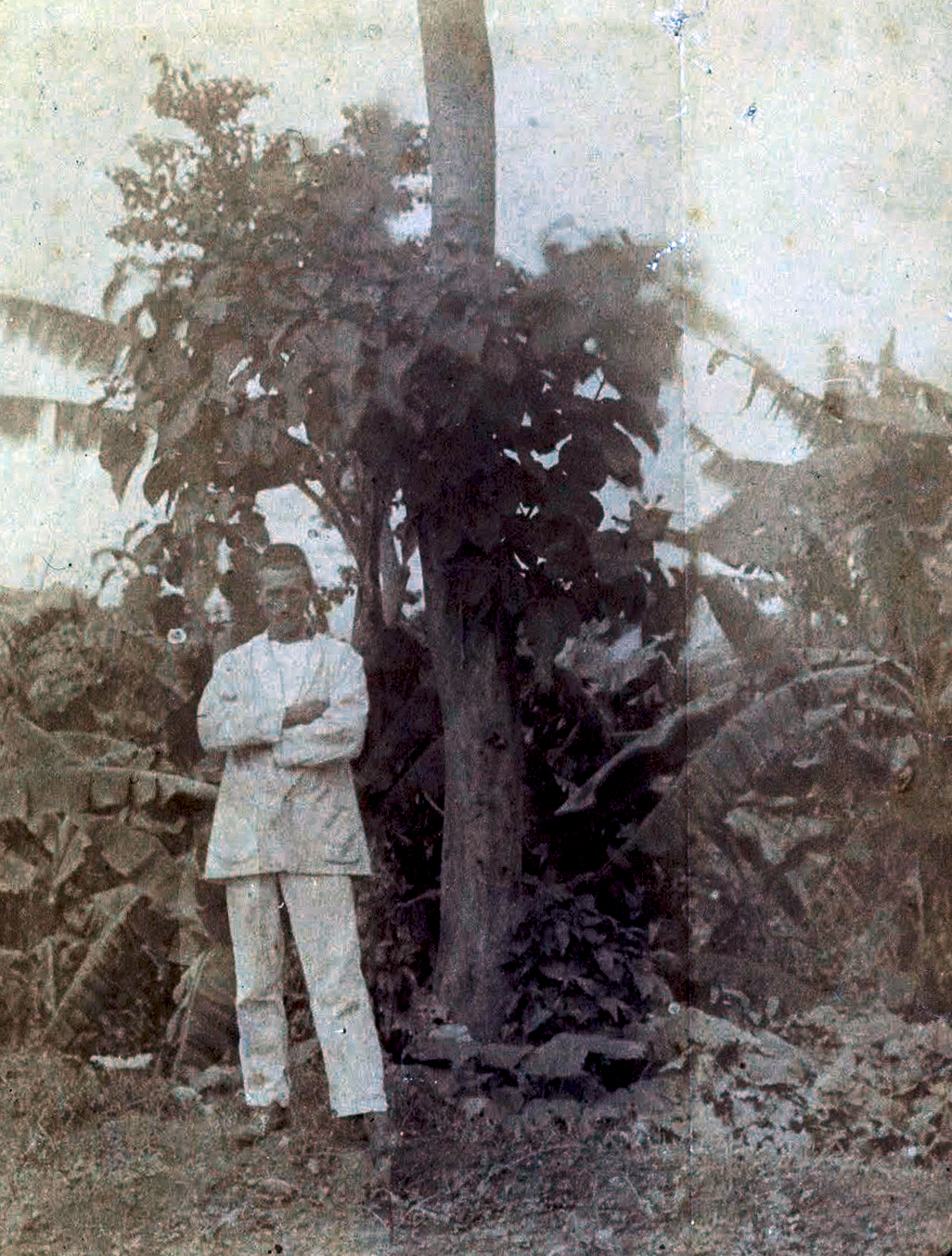
Rimbaud (autorretrato) em Harar em 1883.

Em maio de 1876, ele se alistou como soldado no Exército Colonial Holandês para poder viajar livremente para Java (na Indonésia) onde, após quatro meses, desertou, retornando para a França por navio. Na residência oficial do major de Salatiga, uma pequena cidade a 46 km do sul de Samarão, capital da Província Central de Java, existe uma placa de mármore declarando que Rimbaud um dia esteve na cidade.
Em dezembro de 1878, Rimbaud chegou a Larnaca, Chipre, onde trabalhou como capataz na pedreira de uma empresa de construção. Em maio do ano seguinte, teve que deixar Chipre por causa de uma febre, que mais tarde, na França, foi diagnosticada como febre tifóide.
Em 1880, Rimbaud finalmente adaptou-se em Aden como um empregado principal na agência de Bardey. Em 1884, ele deixou o trabalho na Bardey para se tornar um mercador por conta própria em Harar, Etiópia. Notavelmente, as vendas de Rimbaud incluíam café e armas. Nesse período, fez uma grande amizade com o governador de Harar, Ras Makonnen, pai do futuro imperador da Etiópia, Haile Selassie.

### Morte
Rimbaud desenvolveu sinovite em seu joelho direito e, subsequentemente, um carcinoma no mesmo joelho. Seu estado de saúde o forçou a partir para a França em 9 de maio de 1891, onde foi admitido num hospital em Marselha, e ali teve sua perna amputada no dia 27 de maio. No pós-operatório foi descoberto que Rimbaud sofria de câncer. Após uma curta estada na casa de sua família, voltou a viajar para a África, mas a sua saúde piorou durante a viagem, sendo readmitido no mesmo hospital em Marselha. Lá, após algum tempo de sofrimento e eventuais visitas de sua irmã Isabelle, Rimbaud morreu a 10 de novembro de 1891, com apenas 37 anos, e seu corpo foi enterrado no jazigo da família na cidade de Charleville.

## Repercussão
A poesia de Rimbaud, bem como sua vida, impressionou escritores, músicos e artistas do século XX. Pablo Picasso, Dylan Thomas, Allen Ginsberg, Vladimir Nabokov, Bob Dylan, Patti Smith, Giannina Braschi, Léo Ferré, Henry Miller, Van Morrison e Jim Morrison foram influenciados por sua poesia e por sua vida. Rimbaud é também considerado o precursor do surrealismo.
A vida de Rimbaud foi retratada em vários filmes. No filme Una stagione all'inferno (Uma Temporada no Inferno), de 1970, do cineasta italiano Nelo Risi, o escritor francês é interpretado por Terence Stamp e Verlaine por Jean-Claude Brialy.  Em 1995, a cineasta polonesa Agnieszka Holland dirigiu Eclipse Total de uma Paixão, no qual Leonardo DiCaprio interpreta Rimbaud e David Thewlis, Paul Verlaine.

### Críticas
Rimbaud que partiu para traficar armas de fogo no norte da África de um lado e deu cor às vogais (revista em Alquimia do Verbo) por outro, tornou-se uma referência para a poesia no século seguinte: servindo como argumento à tese que nascia sobre a impossibilidade de ser considerada a dissociação entre o poeta e sua poesia.[carece de fontes?]
O norte-americano Henry Miller, um dos grandes admiradores da poesia simbolista de Rimbaud, diz, diante disso, que Rimbaud chegará a superar clássicos comportamentos; como o introspectivo e inquieto jovem estampado pelo personagem Hamlet, de Shakespeare. "Acho que existem muitos Rimbauds neste mundo afora e que esse número aumentará com o passar dos anos. Também acho que Rimbaud vai eliminar, do mundo futuro, Hamlet e Fausto. Até que o velho mundo desapareça por completo, o indivíduo 'anormal' tende a ser cada vez mais a regra. O novo homem só se descobrirá quando terminar o conflito entre a coletividade e o indivíduo. Aí então veremos o homem em sua plenitude e esplendor".
Já Paulo Leminski escreveu no curtíssimo ensaio "Poeta Roqueiro" que "se vivesse hoje, Rimbaud seria músico de rock" e que Rimbaud "pasmou os contemporâneos com uma precocidade poética - (escrevendo) obras-primas entre os 15 e os 18 anos". Georges Duhamel vai pela mesma picada: "O que Mallarmé não parece ter adivinhado é que o 'Viajante notável' voltaria, que ia ficar, que não pararia de crescer, que sua influência se estenderia sobre todas as gerações e que aquele garoto seria no século novo não o mestre, e sim, melhor ainda, o mensageiro, o profeta de toda uma juventude febril, entusiasta, rebelde". A imagem mais conhecida de Rimbaud, esta mesma que ilustra o verbete, reforça a ideia de enfant terrible que se relaciona à sua personalidade.[carece de fontes?]